# Eparquía de Ismailía
La eparquía de Ismailía (en latín: Eparchia Ismailiensis y en árabe: ابرشية الإسماعيلية‎) es una circunscripción eclesiástica de la Iglesia católica en Egipto. Se trata de una eparquía copta, sufragánea del patriarcado de Alejandría de los coptos católicos. Desde el 31 de marzo de 2023 su eparca es Pola Ayoub Matta Usama Shafik Akhnoukh.

## Territorio y organización
La eparquía extiende su jurisdicción sobre los fieles católicos de rito alejandrino copto residentes en las gobernaciones de Ismailía, Sinaí del Sur, Sinaí del Norte, Puerto Saíd, Suez, Oriental, Damieta, y Dacalia, con los límites que tenían antes de los cambios territoriales de 2014.
La sede de la eparquía se encuentra en la ciudad de Ismailía, en donde se halla la Catedral de San Marcos.
En 2023 en la eparquía existían 16 parroquias.

## Historia
La eparquía fue erigida el 17 de diciembre de 1982 por decreto del Santo Sínodo, por desmembración de la eparquía de Alejandría de los coptos.

## Estadísticas
Según el Anuario Pontificio 2024 la eparquía tenía a fines de 2023 un total de 10 500 fieles bautizados.
| Año                                                                             | Población            | Población | Población      | Sacerdotes | Sacerdotes    | Sacerdotes    | Bautizados por sacerdote | Diáconos permanentes | Religiosos | Religiosos | Parroquias |
| Año                                                                             | Bautizados católicos | Total     | % de católicos | Total      | Clero secular | Clero regular | Bautizados por sacerdote | Diáconos permanentes | Varones    | Mujeres    | Parroquias |
| ------------------------------------------------------------------------------- | -------------------- | --------- | -------------- | ---------- | ------------- | ------------- | ------------------------ | -------------------- | ---------- | ---------- | ---------- |
| 1990                                                                            | 5000                 | ?         | ?              | 6          | 6             |               | 833                      |                      |            | 7          | 9          |
| 1999                                                                            | 6500                 | ?         | ?              | 7          | 6             | 1             | 928                      |                      | 1          | 59         | 13         |
| 2000                                                                            | 6500                 | ?         | ?              | 7          | 6             | 1             | 928                      |                      | 1          | 63         | 13         |
| 2001                                                                            | 6500                 | ?         | ?              | 9          | 6             | 3             | 722                      | 1                    | 3          | 61         | 13         |
| 2002                                                                            | 6500                 | ?         | ?              | 9          | 7             | 2             | 722                      | 1                    | 4          | 62         | 12         |
| 2003                                                                            | 6700                 | ?         | ?              | 10         | 8             | 2             | 670                      |                      | 3          | 62         | 14         |
| 2004                                                                            | 6700                 | ?         | ?              | 10         | 8             | 2             | 670                      |                      | 3          | 65         | 14         |
| 2006                                                                            | 7000                 | ?         | ?              | 12         | 9             | 3             | 583                      | 1                    | 3          | 68         | 14         |
| 2009                                                                            | 7700                 | ?         | ?              | 15         | 11            | 4             | 513                      | 2                    | 4          | 61         | 15         |
| 2013                                                                            | 8000                 | ?         | ?              | 17         | 13            | 4             | 470                      | 3                    | 6          | 60         | 15         |
| 2016                                                                            | 10 000               | ?         | ?              | 18         | 15            | 3             | 555                      | 3                    | 7          | 62         | 16         |
| 2019                                                                            | 10 000               |           |                | 20         | 16            | 4             | 500                      | 2                    | 5          | 57         | 16         |
| 2021                                                                            | 10 260               | ?         | ?              | 20         | 16            | 4             | 513                      | 2                    | 5          | 57         | 16         |
| 2023                                                                            | 10 500               | ?         | ?              | 20         | 16            | 4             | 525                      | 2                    | 5          | 57         | 16         |
| Fuente: Catholic-Hierarchy, que a su vez toma los datos del Anuario Pontificio. |                      |           |                |            |               |               |                          |                      |            |            |            |

## Episcopologio
- Athanasios Abadir † (17 de diciembre de 1982-25 de mayo de 1992 falleció)
- Youhannes Ezzat Zakaria Badir † (23 de noviembre de 1992-23 de junio de 1994 nombrado eparca de Luxor)
- Makarios Tewfik (23 de junio de 1994-junio de 2019 renunció)
- Danial Lofty Khella (29 de junio de 2019 - 23 de septiembre de 2022, nombrado eparca de Asiut)[nota 1]
- Pola Ayoub Matta Usama Shafik Akhnoukh, desde el 31 de marzo de 2023